# Österreichischer Jugendblasorchesterwettbewerb
Alternierend zum Ensemblewettbewerb „Musik in kleinen Gruppen“ veranstaltet die Österreichische Blasmusikjugend rund um den Österreichischen Nationalfeiertag den Österreichischen Jugendblasorchesterwettbewerb. Die Österreichischen Jugendblasorchesterwettbewerbe sind für viele Musikvereine ein starker Anreiz, die Jugendorchesterarbeit zu forcieren.

## Geschichte
Im Jahr 2003 feierte der Österreichische Jugendblasorchesterwettbewerb, der an vier Standorten Österreichs stattfand, Premiere und wurde sofort mit großem Interesse angenommen: 74 Jugendblasorchester mit mehr als 2600 Musikern im Alter von circa 7 bis 18 Jahren nahmen am Bewerb teil. 2005 waren es bereits 118 Jugendblasorchester mit über 4500 Musikern. 2007 gingen dem Bundeswettbewerb zum ersten Mal in den Bundesländern Landeswettbewerbe voraus. Insgesamt waren es 10.000 Jugendliche in 200 Orchestern, die sich diesem Wettbewerb stellten. Auch 2009 konnten diese Zahlen wieder erreicht werden. 

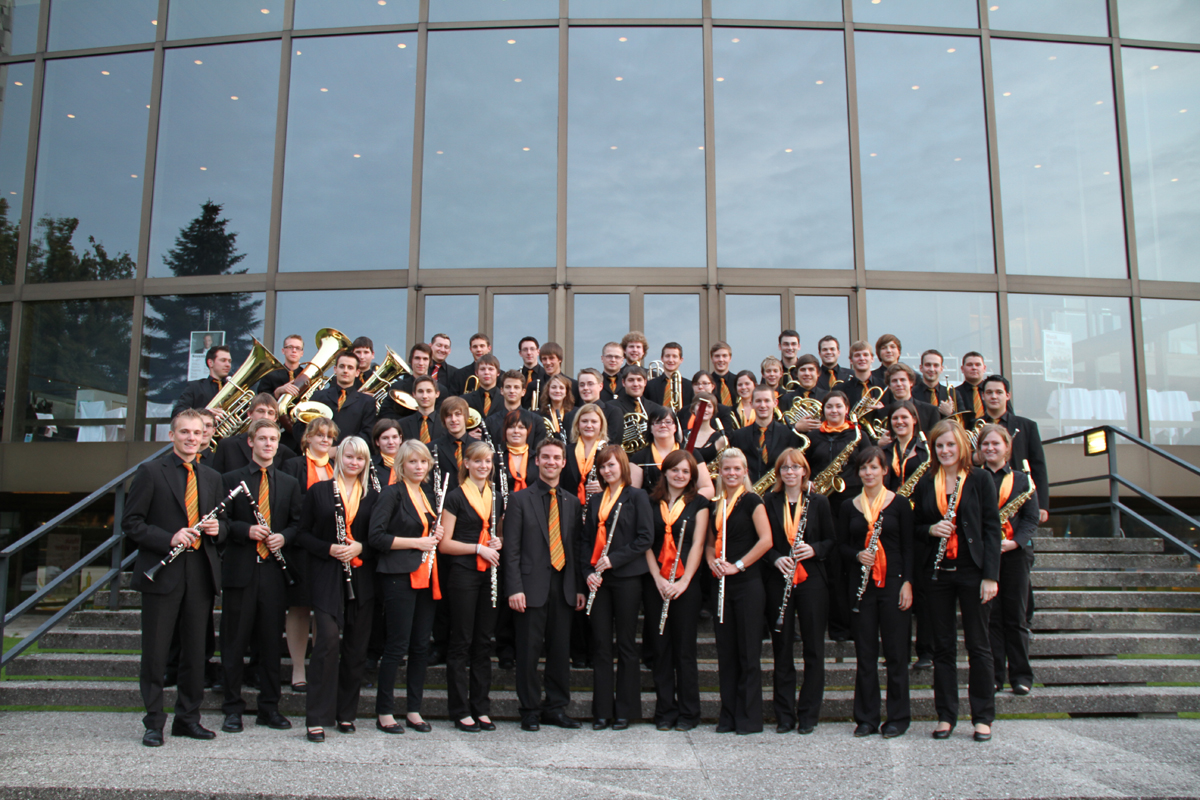
Bezirksjugendorchester Gmunden

## Teilnehmende Orchester
Die Teilnahme am Bundeswettbewerb erfordert die vorhergehende Qualifikation in einem Landeswettbewerb.
Der jeweilige Landesverband entscheidet autonom über die Entsendung der teilnehmenden Orchester.
Die endgültige Zahl der Orchester pro Landesverband richtet sich nach der Anzahl der teilnehmenden Orchester bei den Landeswettbewerben.
Es sind Nachwuchs-Blasorchester ab neun Mitgliedern zugelassen. Folgende Arten von Jugendblasorchestern sind teilnahmeberechtigt:
1. vereinseigene Nachwuchsblasorchester
2. vereinsübergreifende Nachwuchs- und Jugendauswahlblasorchester
3. Musikschul- und Schulblasorchester
4. Sondergruppen/Auswahlorchester

## Altersstufen
Die teilnehmenden Nachwuchsblasorchester können in sechs verschiedenen Stufen antreten: Aj, BJ, CJ, DJ, EJ und SJ, wobei die Einstufung vom Durchschnittsalter der teilnehmenden Musiker abhängt.

## Bewertung
Die Bewertung des Pflicht- und des Selbstwahlstückes erfolgt nach folgenden Kriterien:
1. Stimmung und Intonation
2. Ton und Klangqualität
3. Phrasierung und Artikulation
4. Spieltechnische Ausführung
5. Rhythmik und Zusammenspiel
6. Tempo und Agogik
7. Dynamische Differenzierung
8. Klangausgleich und Registerbalance
9. Interpretation und Stilempfinden
10. Künstlerisch-musikalischer Gesamteindruck